# Extensivwiesen und Ameisenbläulinge in und um Aschaffenburg
Extensivwiesen und Ameisenbläulinge in und um Aschaffenburg este o arie protejată (arie specială de conservare — SAC, sit de importanță comunitară — SCI) din Germania întinsă pe o suprafață de 251,95 ha, integral pe uscat.

## Localizare
Centrul sitului Extensivwiesen und Ameisenbläulinge in und um Aschaffenburg este situat la coordonatele 49°57′07″N 9°10′44″E / 49.9519°N 9.1789°E.

## Înființare
Situl Extensivwiesen und Ameisenbläulinge in und um Aschaffenburg a fost declarat sit de importanță comunitară în noiembrie 2004 pentru a proteja 2 specii de animale. Situl a fost protejat și ca arie specială de conservare în aprilie 2016.

## Biodiversitate
Situată în ecoregiunea continentală, aria protejată conține 3 habitate naturale: Liziere de ierburi înalte hidrofile de câmpie și de nivel montan până la alpin, Fânețe de joasă altitudine (Alopecurus pratensis, Sanguisorba officinalis), Păduri aluvionare cu Alnus glutinosa și Fraxinus excelsior (Alno-Padion, Alnion incanae, Salicion albae).
La baza desemnării sitului se află mai multe specii protejate de  nevertebrate (2): phengaris nausithous (Maculinea nausithous), Maculinea teleius.